# Werbiw (Ternopil, Narajiw)
Werbiw (ukrainisch Вербів; russisch Вербов Werbow, polnisch Wierzbów) ist ein Dorf im Westen der ukrainischen Oblast Ternopil mit etwa 595 Einwohnern (2023).

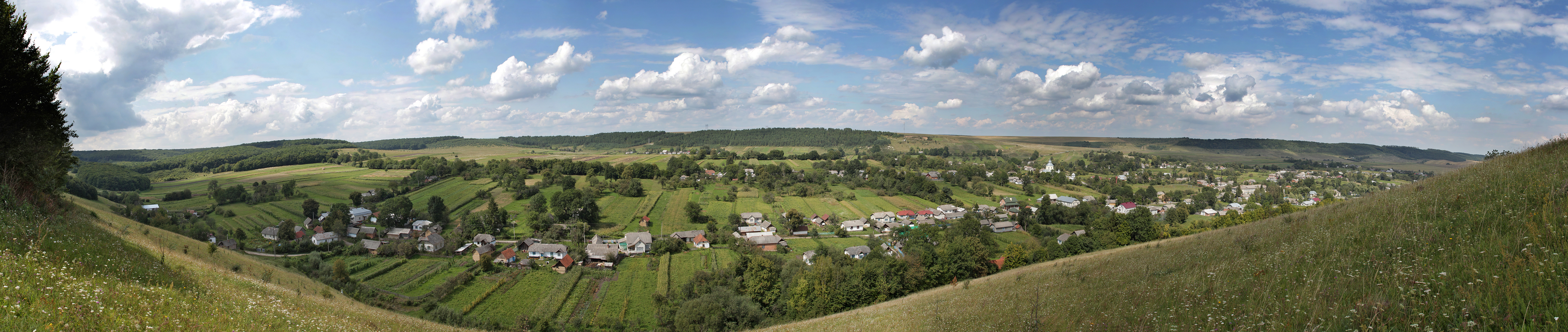
Ortspanorama

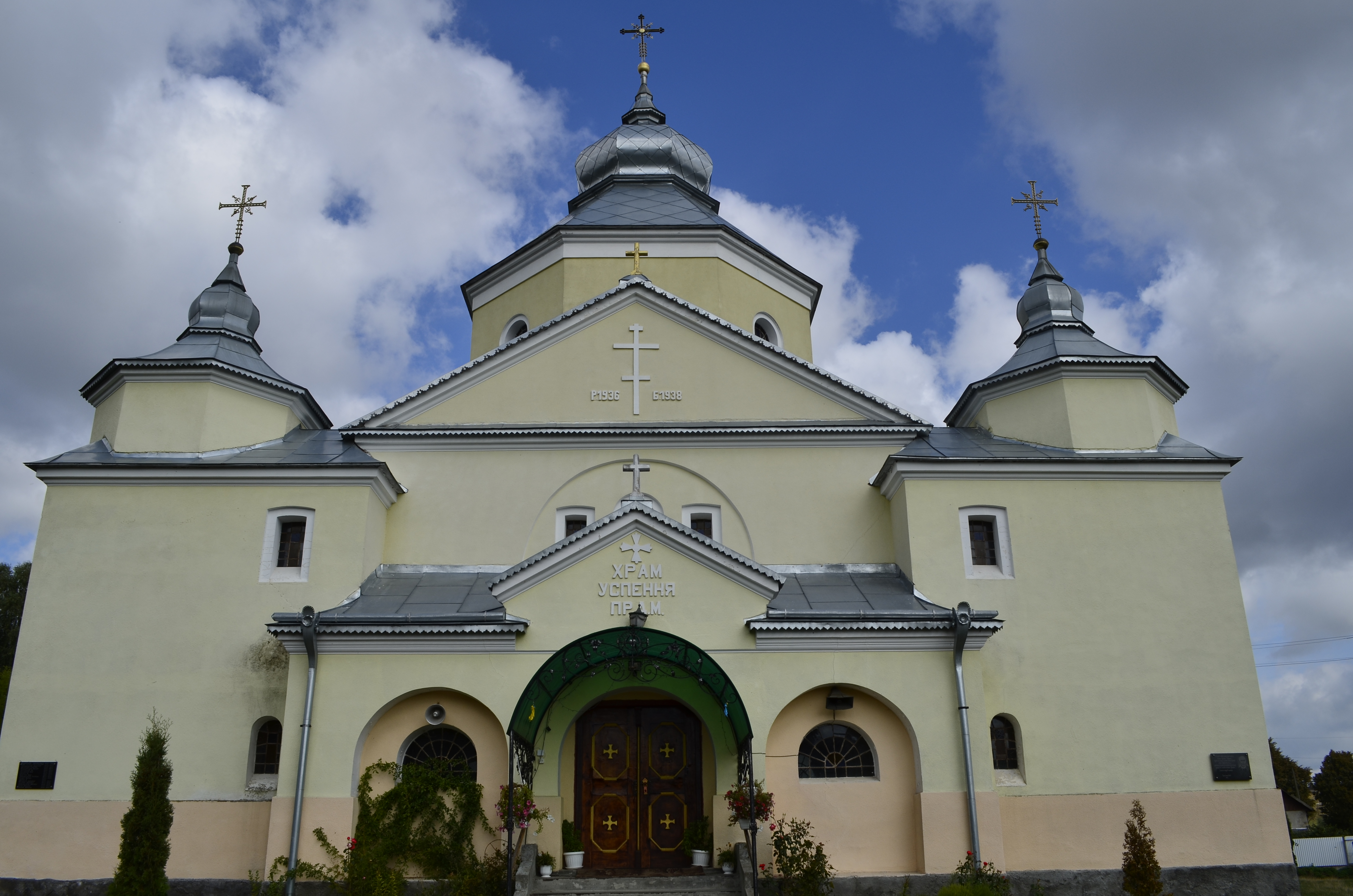
Dorfkirche

## Geografische Lage
Die Ortschaft liegt im Podolischen Hochland an der Quelle des Hory (Гори), einem etwa 13 km langen, rechten Nebenfluss der Solota Lypa, 7 km östlich vom Gemeindezentrum Narajiw, 12 km nordwestlich vom Rajonzentrum Bereschany und etwa 65 km westlich vom Oblastzentrum Ternopil.

## Gemeinde
Werbiw war bis 2019 die einzige Ortschaft der gleichnamigen, 28,835 km² großen Landratsgemeinde im Norden des Rajon Bereschany. Seit 5. April 2019 gehört das Dorf administrativ zur Landgemeinde Narajiw (Нараївська сільська об’єднана територіальна громада).

## Geschichte
Das erstmals 1448 schriftlich erwähnte Dorf lag zunächst in Polen. Bei einem Tatarenangriff 1626 wurde das Dorf zu 84 % zerstört. Nach der ersten Teilung Polens kam die Ortschaft 1772 an Österreich. Nach dem Ersten Weltkrieg gehörte sie kurzzeitig zur Westukrainischen Volksrepublik und daran folgend bis zur Sowjetischen Besetzung Ostpolens im September 1939 zur Zweiten Polnischen Republik. Im Zweiten Weltkrieg wurde Werbiw von der Wehrmacht besetzt und nach dem Krieg kam es innerhalb der Sowjetunion zur Ukrainischen SSR. Seit dem Zerfall der Sowjetunion ist das Dorf Teil der unabhängigen Ukraine. Im Werbiw wurde eine Silberschatz aus den 11. bis 13. Jahrhundert gefunden.

## Söhne und Töchter der Ortschaft
- Jaroslav Babuniak (ukrainisch Ярослав Іларіонович Бабуняк Jaroslaw Ilarionowytsch Babunjak; * 1924 in Werbiw; † 2012 in Manchester), in Großbritannien tätiger ukrainischer Chorleiter und Bandurist.[6][4]